# Żądło (nazwisko)
Żądło – polskie nazwisko

## Demografia
Zgodnie z serwisem heraldycznym  nazwiskiem tym w Polsce na początku lat 90 XX w. pod względem liczby osób o danym nazwisku zarejestrowanych w bazie PESEL posługiwało się 1911 osób

## Znani przedstawiciele
- Andrzej Żądło (ur. 1953) – polski duchowny katolicki
- Leszek Żądło (ur. 1945 w Krakowie) – saksofonista, flecista i kompozytor jazzowy polskiego pochodzenia
- Leszek Żądło –  polski psychotronik